# Thuidium ludoviciae
Thuidium ludoviciae là một loài rêu trong họ Thuidiaceae. Loài này được Broth. & Paris mô tả khoa học đầu tiên năm 1910.